# بروتوكول باريس الاقتصادي
اتفاقية باريس 1994 هو الاسم المتداول للبروتوكول الاقتصادي الملحق بإتفاقية غزة - أريحا، الموقعة بين إسرائيل وممثلين عن منظمة التحرير الفلسطينية. وقعت الاتفاقية بتاريخ 29 أبريل 1994، ثم تحوّل البروتوكول لجزء من إتفاقية أوسلو 2 (إتفاق المرحلة الانتقالية للضفة الغربية وقطاع غزة) الذي وقع في 24 و28 سبتمبر 1995.

## أثره
كان من المفترض أن يظل البروتوكول ساريا لفترة انتقالية قدرها 5 سنوات، إلا أن البروتوكول لا يزال نافذا حتى الآن. كان تحديد الفترة الزمنية بهدف تشجيع المفاوضين الفلسطينيين على توقيعه، كخطوة أولى للتقدم. كما فرضت إسرائيل على الفلسطينيين قبول البروتوكول كشرط لسماحها لعشرات الآلاف من الفلسطينيين بالدخول للعمل في إسرائيل.
بجوهره، فإن البروتوكول يُدخل الاقتصاد الفلسطيني كمكوّن في الاقتصاد الإسرائيلي عبر الاتحاد الجمركي، وبتحكم إسرائيلي على كل الحدود (لكل من إسرائيل ولمناطق السلطة الفلسطينية)؛ يظل الفلسطينيون بلا وسيلة للتبادل الاقتصادي المستقل مع العالم. ينظم البروتوكول العلاقة والتفاعلات بين إسرائيل والسلطة الفلسطينية بتعريفه لست قطاعات رئيسية: الجمارك والضرائب، العمالة، الزراعة، الصناعة والسياحة.
منذ ان سيطرت حماس على قطاع غزة، وحصار إسرائيل للقطاع، فإن البروتوكول لم ينفذ بشكل كامل على قطاع غزة، إلا أنه تظل الجمارك والضرائب الإسرائيلية مفروضة على ما تستورده غزة (جمارك وضرائب القيمة المضافة وضرائب المشتريات).
يحدد البروتوكول أن العملة الإسرائيلية (الشيكل الإسرائيل الجديد)، هي العملة المستخدمة في المناطق الفلسطينية كعملة التداول والتي تستخدم هناك كعملة التبادل والمدفوعات لكافّة الأغراض وقبولها من السلطة الفلسطينية وكافّة المؤسسات والسلطات المحلية والبنوك. لا يسمح للفلسطينيين باستحداث عملة فلسطينية منفصلة. الصادرات والواردات لبلد ثالث، بما فيه تحديد الكميّات، خاضع للرقابة الإسرائيلية واعطى البروتوكول إسرائيل السيطرة لها وحدها على الحدود الخارجية وجبي ضرائب الإستيراد والقيمة المضافة. بحسب الاتفاقية، فإن تجارة الفلسطينيين مع دول أخرى ستظل تمر عبر الموانئ البحرية والجوية الإسرائيلية، أو عبر المعابر الحدودية بين السلطة الفلسطينية والأردن ومصر، والتي تتحكم بها إسرائيل أيضا.